# Верхньокіровський
Ве́рхньокі́ровський (рос. Верхнекировский, башк. Үрге Кировский) — присілок (у минулому селище) у складі Нурімановського району Башкортостану, Росія. Входить до складу Павловської сільської ради.
Населення — 32 особи (2010; 58 у 2002).
Національний склад:
- росіяни — 62 %